# Василий (Федак)
Митрополи́т Васи́лий (в миру Уи́льям Фе́дак, англ. William Fedak, при рождении Василий Васильевич Федак; 1 ноября 1909, село Кадубовцы, Буковина, Австро-Венгрия — 10 января 2005, Виннипег) — епископ Константинопольской православной церкви, предстоятель Украинской православной церкви в Канаде с титулом «митрополит Виннипега и всей Канады».

## Биография
Родился 1 ноября 1909 года в селе Кадубовцы на Буковине (ныне Заставновский район Черновицкой области).
Семья Василия Федака прибыла в Канаду в мае 1912 года и поселилась в Шехо в провинции Саскачеван.
Получил начальное и профессиональное образование. С 1932 года состоял в браке. До 1941 года работал учителем в сельских школах в провинции Саскачеван, где проживало немало украинских эмигрантов.
С 1941 года учился в духовной семинарии. 27 сентября 1944 года был рукоположён в диакона, а 1 октября того же года — во священника.
Служил приходским священником в провинциях Манитоба и Онтарио. С 1951 года был настоятелем соборного прихода святого Владимира в Гамильтоне, где прослужил 29 лет. В 1976 умерла его жена Параскевия. У них было трое детей: Юджен, Ярослав и Эмиль.
В 1977 году возведён в сан протопресвитера.
В 1978 году на Чрезвычайном Соборе Украинской греко-православной церкви в Канаде (УГПЦК) был избран епископом. 16 июля 1978 года в Виннипеге был рукоположён во епископа Саскатунского, викария Центральной епархии. Хиротонию совершили митрополит Виннипега и всей Канады Андрей (Метюк), архиепископ Эдмонтона и Западной епархии Борис (Яковкевич) и епископ Торонто и Восточной епархии Николай (Дебрин).
После смерти Николая (Дебрина) в 1981 году, Епископ Василий становится временным управляющим Восточное епархии. В ноябре 1983 года избран архиепископом Торонто и Восточной епархии.
15 июля 1985 года, после смерти предыдущего первоиерарха УГПЦК митрополита Андрея (Метюка), архиепископа Василия на XVII Соборе УГПЦК избран первоиерархом Украинской греко—православной церкви в Канаде с титулом «митрополит Виннипега и всей Канады».
Под руководством митрополита Василия Украинская православная церковь в Канаде начала попытки нормализовать своё каноническое положение в православном мире, что увенчалось успехом: 1 апреля 1990 УКПЦК вошла в юрисдикцию Константинопольского патриарха, после чего Митрополит Василий и весь клир его митрополии были перерукоположены.
Митрополит Василий прилагал много усилий для консолидации украинских православных церквей: по его инициативе в 1995 году создана постоянная конференцию украинских православных епископов за пределами Украины.
В 1993 году митрополит Василий посетил Украину.
Скончался 10 января 2005 года в Виннипеге. Похороны состоялись 21-22 января в Свято-Троицком митрополичьем соборе в Виннипеге. Похоронен в Glen Eden Cemetery.